# Rivière des Aigles (rivière Alex)
Pour les articles homonymes, voir Aigle (homonymie).
La rivière des Aigles est un affluent de la rivière Alex, coulant dans le territoire non organisé de Passes-Dangereuses, dans la municipalité régionale de comté de Maria-Chapdelaine, dans la région administrative du Saguenay-Lac-Saint-Jean, au Québec, au Canada. Le cours de cette rivière coule entièrement dans la zec des Passes ; le dernier segment de la partie inférieure de la rivière délimite la partie Sud de la Zec. Il traverse les cantons de Tanguay, Petit et Milot.
La sylviculture constitue la principale activité économique du secteur ; les activités récréotouristiques, en second.
La route forestière R0250 (chemin de Chute-des-Passes) dessert la zone de l’embouchure de la rivière des Aigles ; la route forestière R0222 dessert la zone Nord-Ouest de la zec des Passes, la partie supérieure de la Petite rivière Péribonka et la partie Nord-Ouest du lac des Pins Gris lequel est situé près du lac Both Ways. Quelques routes forestières secondaires desservent la vallée de la rivière des Aigles, surtout pour les besoins de la foresterie et des activités récréotouristiques,.
La surface de la rivière des Aigles habituellement gelée de la fin novembre au début avril, toutefois la circulation sécuritaire sur la glace se fait généralement de la mi-décembre à la fin mars.

## Géographie
Les principaux bassins versants voisins de la rivière des Aigles sont :
- côté Nord : rivière des Épinettes Noires, lac aux Grandes Pointes, rivière à Patrick, rivière du Nord, rivière Alex, Petite rivière Péribonka, crique aux Chiens, crique François, crique Louise ;
- côté Est : rivière Alex, lac Bernabé, rivière du Banc de Sable, rivière Péribonka, lac Tchitogama, rivière Shipshaw, Petit lac Onatchiway, lac Onatchiway ;
- côté Sud : rivière Manigouche, rivière Alex, rivière Épiphane, Petite rivière Péribonka, rivière Péribonka ;
- côté Ouest : rivière Mistassibi, Petite rivière Péribonka, rivière Mistassibi[2].

La rivière des Aigles prend sa source à l’embouchure du lac Both Ways (longueur : 1,3 km ; altitude : 264 m). Ce lac encastré entre les montagnes est entouré de hautes falaises ; il est alimenté par des ruisseaux de montagnes. Ce lac comporte deux émissaires : la rivière des Aigles (coulant vers le Sud-Est) et un ruisseau coulant vers le Nord-Ouest jusqu’au Lac des Cyprès qui se déverse vers la Petite rivière Péribonka. L’embouchure du lac Both Ways est située à l’Est. Cette source de la rivière est située à :
- 7,1 km au Nord-Ouest du Lac des Aigles ;
- 5,3 km au Nord-Est du cours de la Petite rivière Péribonka ;
- 18,2 km à l’Ouest du Lac aux Grandes Pointes lequel est traversé vers le Sud par la rivière Alex ;
- 19,9 km au Nord-Est du cours de la rivière Mistassibi ;
- 22,8 km au Nord-Ouest de l’embouchure de la rivière des Aigles (confluence avec la rivière Alex) ;
- 35,7 km au Nord-Est de l’embouchure de la rivière Alex (confluence avec la rivière Péribonka).

À partir de sa source (lac Both Ways), située dans la partie Sud de la zec des Passes, entre le cours de la rivière Alex (situé du côté Est) et le cours de la Petite rivière Péribonka, le cours de la rivière des Aigles descend sur 32,3 km entièrement en zones forestières dans une vallée entourée de montagnes, selon les segments suivants :
Partie supérieure de la rivière des Aigles (segment de 11,9 km)
- 2,4 km vers le sud-est notamment en traversant le lac Managowich (longueur : 1,5 km ; altitude : 262 m) jusqu’à son embouchure ;
- 5,6 km vers le sud-est notamment en traversant le lac Psychegan (longueur : 1,5 km ; altitude : 261 m) et « La Chaine de lacs » (longueur : 2,8 km ; altitude : 261 m), jusqu’à la rive Nord-Est du Lac des Aigles ;
- 3,9 km vers le sud-est en traversant le Lac des Aigles (longueur : 3,9 km ; altitude : 261 m) sur sa pleine longueur, jusqu’à son embouchure. Note : La rivière à Patrick se déverse sur la rive Nord-Est du Lac des Aigles ;

Partie inférieure de la rivière des Aigles (segment de 17,4 km)
- 10,8 km vers le sud-est presque en ligne droite en traversant quelques rapides dans une vallée encaissée, jusqu’à la confluence de la rivière Manigouche (venant de l’Ouest) ;
- 1,8 km vers le sud-est, jusqu’à un ruisseau non identifié (venant de l’Est) ;
- 4,8 km vers le sud, en serpentant, en formant une boucle en fin de segment en coupant la route forestière R0250, jusqu'à l'embouchure de la rivière[2].

L'embouchure de la rivière des Aigles se déverse dans une courbe sur la rive Ouest de la rivière Alex. Cette confluence est située à :
- 19,3 km à l’ouest du cours de la rivière Péribonka (correspondant à l’embouchure de la rivière du Banc de Sable) ;
- 15,7 km au sud-ouest du Lac aux Grandes Pointes (traversé vers le Sud par la rivière Alex) ;
- 15,4 km au nord de l’embouchure de la rivière Alex (confluence avec la rivière Péribonka) ;
- 39,0 km au nord-est de l’embouchure de la rivière Péribonka (confluence avec le lac Saint-Jean) ;
- 40,6 km au nord-ouest de l’embouchure du lac Saint-Jean (confluence avec la Grande Décharge) ;
- 47,8 km au nord du centre-ville d’Alma[2].

À partir de l’embouchure de la rivière des Aigles, le courant descend le cours de la rivière Alex ; puis le courant suit le cours de la rivière Péribonka, d’abord vers le Nord-Ouest, puis vers le Sud-Ouest. À l’embouchure de cette dernière, le courant traverse le lac Saint-Jean vers l’Est, puis emprunte le cours de la rivière Saguenay vers l’Est jusqu'à la hauteur de Tadoussac où il conflue avec le fleuve Saint-Laurent.

## Toponymie
Le toponyme « rivière des Aigles » fait référence à un grand oiseau de proie diurne au bec crochu et aux serres puissantes.
Le toponyme « rivière des Aigles » a été officialisé le 5 décembre 1968 à la Banque des noms de lieux de la Commission de toponymie du Québec.